# Kele Antal
Kele Antal (Sormás (Zala megye), 1854. december 9. – Zalaegerszeg, 1915. szeptember 9.) jogi doktor, ügyvéd és gyorsíró.

## Élete
Tanulmányainak végeztével a budapesti, majd a bécsi egyetemen jogot hallgatott. 1882-ben jogi doktorrá avattatott a budapesti egyetemen. 1883-ban ügyvédi oklevelet nyert és azon évben Nagykanizsán ügyvédi irodát nyitott, melyet 1885-ben Zalaegerszegre tett át, ahol később is gyakorlatot folytatott. A gyorsírással már gimnáziumi tanuló korában megismerkedett és mint a Markovits rendszerének híve azt a nagykanizsai gimnáziumban és Budapesten is tanította. 1875-ben a budapesti magyar gyorsíróegylet tagja lett, letevén előbb úgy a Markovits, mint a Fenyvessy rendszeréből a tanári vizsgálatot.

## Munkái
- Kritikai munkálatok a Gabelsberger-Markovits és a Stolze-Fenyvessy magyar gyorsírási rendszerek felett. Nyolcz gyorsírási magyarázó táblával. Bpest, 1877.
- Az új magyar gyorsírás alapvető szabályai. Uo. 1880.
- Az új magyar gyorsírás tankönyve. Nyelvünk természetéhez alkalmazva s különös tekintettel a magántanulásra. Uo. 1884.
- Magyar Gyorsírás. (Folyóirat Kele Antal gyorsírása terjesztése és fejlesztése ügyében) Nagy-Kanizsán 1885. és 1886. évfolyam.